# Kaldred Station
Kaldred Station er en nedlagt dansk jernbanestation på Hørve-Værslev Jernbane (1918-56).
Stationen lå ensomt mellem engarealer og spredt bebyggelse i Kaldred i Nordvestsjælland. Der var oprindeligt kun planlagt et trinbræt med sidespor, men beboerne gav tilskud til anlæg af en station. Den hed fra starten Kaltred og havde fuld ekspedition til 1950, hvor den blev nedrykket til trinbræt. Der var et læsse- og omløbsspor på 78 m.